# Sankt Michael im Lungau
Sankt Michael im Lungau este o comună (târg) situată la altitudinea de 1.075 m deasupra n.m. în munții Radstädter Tauern, districtul Tamsweg (denumirea veche Lungau), landul Salzburg, Austria.
1. ↑  Dauersiedlungsraum der Gemeinden Politischen Bezirke und Bundesländer - Gebietsstand 1.1.2018 (în germană), Statistica Austriei, accesat în 10 martie 2019